# Попе
Попе або Попай (ісп. Popé; бл. 1630 — 1688) — жрець племені тева з поселення Окей-Овінге, раніше відомого як Пуебло Сан-Хуан, лідер повстання пуебло проти іспанців 1680 року.
1675 року Попе заарештували і засудили разом з іншими індіанцями за «чаклунство». Трьох виправдали й повернули в рідні села, двох повісили, один скоїв самогубство, решту 44 осіб публічно відшмагали й ув'язнили.
Дізнавшись про це, вожді пуебло, разом з озброєним підкріпленням, вирушили в Санта-Фе, де утримували в'язнів. Іспанському губернатору Хуану Франсіско де Тревіньо довелось випустити полонених, оскільки місто було погано захищеним — основна маса солдатів перебувала далеко і брала участь у боях проти апачів.
Попе повернувся додому, розгніваний несправедливим покаранням. Незабаром після цього він переїхав на північ у Таос-Пуебло, де, як передбачається, замишлялося повстання пуебло 1680 року. Метою повстання було вигнати іспанців із земель, що традиційно належали пуебло і зберегти традиційний спосіб життя пуебло. Повстанцям вдалося вигнати іспанців практично зі всієї території Нової Мексики.
1692 році, незабаром після смерті Попе, Дієго де Варгас відновив контроль іспанців над територією, однак на значно м'якших умовах. Іспанці більше не намагалися викорінити мови і традиційну релігію пуебло, які збереглися до цього часу.